# Paweł Skura
Paweł Skura (ur. 1961, zm. 12 listopada 2016) – polski realizator dźwięku i producent muzyczny.

## Życiorys
Od lat 80. XX wieku związany był z Polskim Radiem Lublin, gdzie przez wiele lat był głównym realizatorem studia Hendrix. W trakcie swojej kariery pracował przy kilkuset projektach. Zrealizował wiele nagradzonych wydawnictw fonograficznych w tym kilkanaście płyt Budki Suflera, a także między innymi płyty Bajmu, Lombardu, O.N.A., Big Cyca, Czarno-Czarnych, Maanamu, Republiki czy Marka Andrzejewskiego. Zmarł 12 listopada 2016 i został pochowany na cmentarzu rzymskokatolickim przy ul. Lipowej w Lublinie.